# Docking (cães)

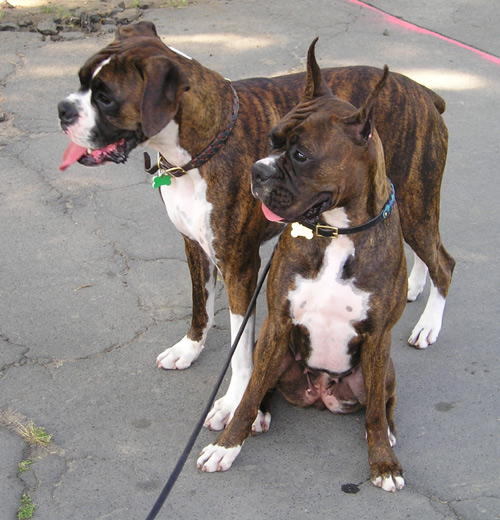
Docking

Docking é a remoção de partes da cauda de um animal. Enquanto docking e bobbing são mais comumente usados para se referir à remoção da cauda, o termo corte é usado em referência às orelhas. O corte da cauda ocorre de duas maneiras. A primeira envolve restringir o suprimento de sangue à cauda com uma ligadura de borracha por alguns dias até que a cauda caia. O segundo envolve o corte da cauda com tesoura cirúrgica ou bisturi.